# Han Huj-ti kínai császár
Huj-ti (Kr. e. 210? – Kr. e. 188. szeptember 26.) kínai császár Kr. e. 195-től haláláig.
Kao-cu császár gyermekeként született. Édesapja halálakor még fiatal volt, de édesanyja, Kao-hou támogatásával trónra tudott lépni. Kao-hou hivatalosan régensként állt Huj-ti mellett, és valójában magának tartotta meg a főhatalmat: az uralkodócsalád tagjait kisemmizte, és saját rokonait látta el magas hivatalokkal.
Huj-ti császár 7 évig ült Kína császári trónján, és mintegy 22 éves korában hunyt el. Utóda fia, I. Sao-ti lett.

## Lásd még
- A Han-dinasztia családfája

| Előző uralkodó: Kao-cu | Kínai császár Kr. e. 195 – Kr. e. 188 | Következő uralkodó: I. Sao-ti |